# Kostelec (okres Hodonín)
Kostelec (německy Kosteletz) je obec v okrese Hodonín v Jihomoravském kraji, 3 km severovýchodně od Kyjova na potoku Malšínka. Žije zde 860 obyvatel. Od roku 2002 je členem mikroregionu Moštěnka
Sousedními obcemi sídla jsou Vlkoš, Moravany, Hýsly, Kelčany, Čeložnice a Kyjov.

## Historie
První písemná zmínka o obci je v listině olomouckého biskupa Jindřicha Zdíka z roku 1141, kdy náležela spytihněvskému kostelu. Později se stala majetkem olomouckého biskupa Bruna ze Schauenburku, který ji pak zastavoval nižší šlechtě. Ve 13. století se zde zmiňuje tvrz, na které se konaly soudy. Tvrz na návrší byla před koncem 17. století opuštěna a později zanikla. Kardinál Ditrichštejn přestal Kostelec zastavovat jako léno a prodal jej za 5 000 zlatých Antonu Görczovi z Asteinu, který se roku 1637 uvádí jako nový majitel. Rod Görczů na zámečku sídlil do roku 1731. Kostelecký statek koupil 13. května 1873 JUDr. Hubert Klein (1848–1911) z podnikatelské rodiny Kleinů a naposled jej vlastnila rodina Seidlů ze Ždánic. V roce 1945 byl velkostatek zkonfiskován jako německý majetek.
V 18. století do Kostelce přesídlily židovské rodiny, které byly vypovězeny z Hodonína. V souvislosti s tím zde vznikl židovský hřbitov, který se ale do současné doby prakticky nedochoval.

## Samospráva
Zastupitelstvo obce má 9 členů. Volby do zastupitelstva 2014. Ve volbách zvítězila ODS, která získala 5 mandátů v zastupitelstvu, ČSSD 2 mandáty, dále Sdružení občanů Kostelce 1 mandát, místní hnutí Za prosperitu obce 1 mandát. Starostkou byla zvolena Ing. Vlasta Lochmanová (ODS) a místostarostou Ing. Miroslav Matyáš (ODS). Na ustavujícím zasedání zastupitelstva v listopadu 2014 byla Ing. Vlasta Lochmanová do funkce starostky zvolena opětovně. Svou funkci obhájila i po komunálních volbách v roce 2018. Místostarostou se stal Ing. Vladimír Šimeček. Při volbách do zastupitelstva v roce 2018 také došlo ke změně struktury jednotlivých mandátů. Vítězi ve volbách se stala opět ODS, která získala 3 mandáty. Avšak o vítěznou pozici se dělí s hnutím Za prosperitu obce. ČSSD obhájila své 2 mandáty. Sdružení občanů Kostelce získalo jeden mandát.
Obec náleží do senátního obvodu č. 79 – Hodonín. Do roku 1960 patřila do okresu Kyjov.

## Obyvatelstvo
| Rok  | Počet obyvatel | Počet domů |
| ---- | -------------- | ---------- |
| 1869 | 711            | 150        |
| 1880 | 769            | 165        |
| 1890 | 795            | 174        |
| 1900 | 911            | 185        |
| 1910 | 982            | 191        |
| 1921 | 964            | 194        |
| 1930 | 907            | 218        |
| 1950 | 829            | 233        |
| 1961 | 861            | 229        |
| 1970 | 808            | 230        |
| 1980 | 754            | 218        |
| 1991 | 762            | 255        |
| 2001 | 750            | 265        |

Při sčítání lidu v roce 2001 se 82,3 % obyvatel přihlásilo k české národnosti, 15,6 % k moravské a 0,8 % ke slovenské. 62,8 % se hlásilo k Římskokatolické církvi, 30 % bylo bez vyznání a 4,4 % obyvatel vyznání neuvedlo. Průměrný věk byl 38,4 let.

## Doprava
Kostelcem prochází autobusová linka č. 729668 z Kyjova do Čeložnic a č. 729667 z Kyjova do Moravan. Z Kyjova je přímé železniční spojení s Brnem po trati č. 340 (tzv. Vlárská dráha). Přes Kostelec vede silnice III/42213 z Kyjova do Vřesovic. Z obce vychází krátké silnice místního významu III/42214 do Čeložnic, III/42215 do Moravan a do rekreační oblasti Kameňák a spojovací silnice III/42212 jihovýchodním směrem v délce 1,8 km k silnici III/422. Po východní okraji katastru obce vede žlutě značená turistická trasa z Kyjova do Chřibů.

## Pamětihodnosti
- Kostel sv. Václava postavený asi v letech 1030–1050 patří mezi nejstarší církevní stavby v okolí. Velká část kostela je dodnes z pálených cihel z románského období a jedná se tak o jednu z nejstarších cihlových staveb v takové celistvosti v Česku. V roce 1729 proběhla přestavba a kostel byl podstatně rozšířen o západní část.
- Tis v bývalé zámecké zahradě je starý asi 500 let
- Budova bývalého zámečku. Stará tvrz, poprvé vzpomínaná v roce 1552, byla roku 1719 barokně přestavěna na zámeček. V roce 1946 bylo rozhodnuto, že budova nemá památkový charakter a sloužila pak zemědělskému družstvu.[9] K zámečku kdysi patřila terasovitá zahrada.[10]
- Pomník obětem 1. a 2. světové války z roku 1938 se sochou T. G. Masaryka od sochaře Julia Pelikána.[11] V roce 2007 byl pomník opraven.[12]
- Kříž v polích západně od obce z roku 1829[13]

## Osobnosti
- Vincenc Šalša (1916–1995), římskokatolický kněz

## Fotogalerie

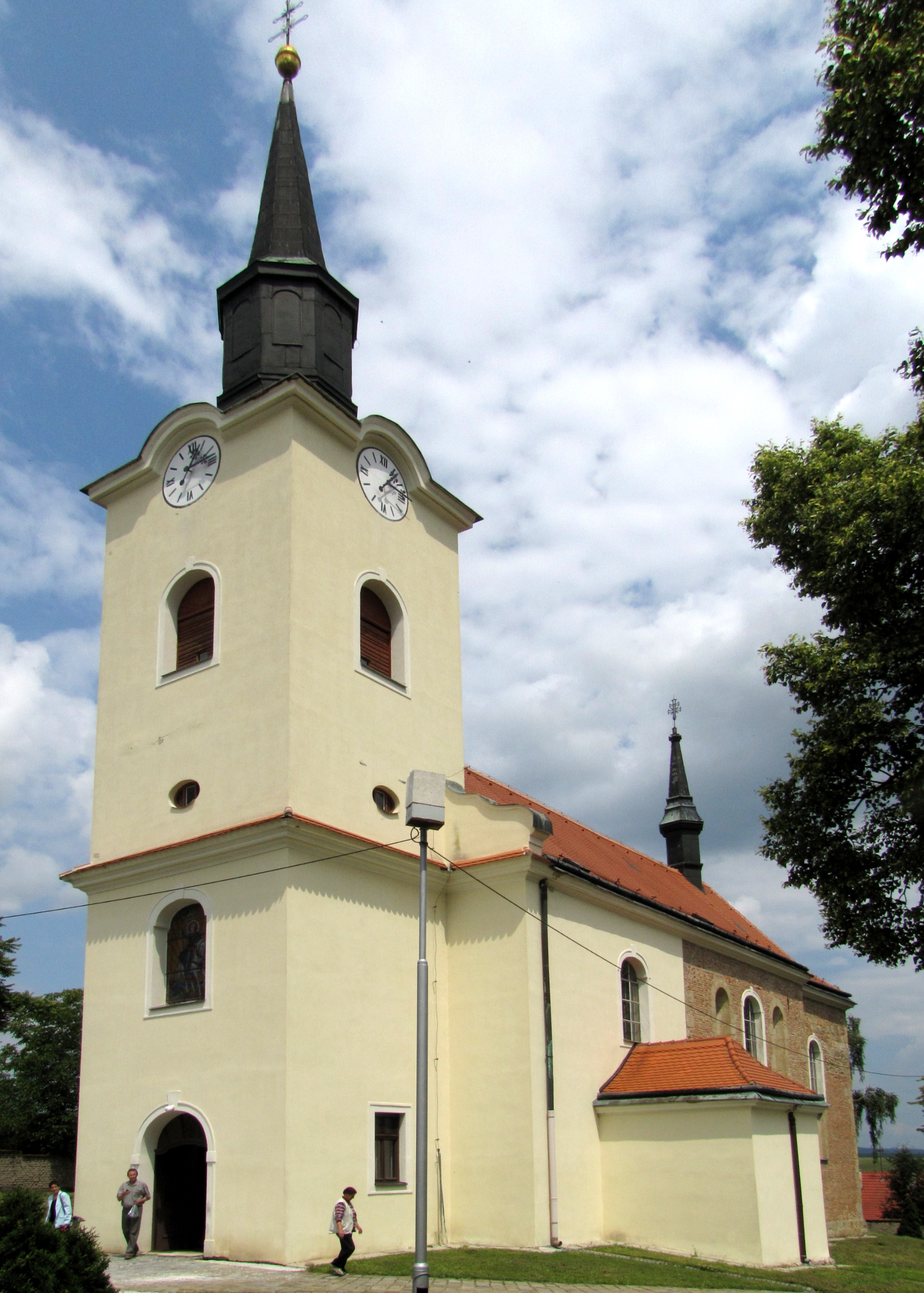
Kostel sv. Václava
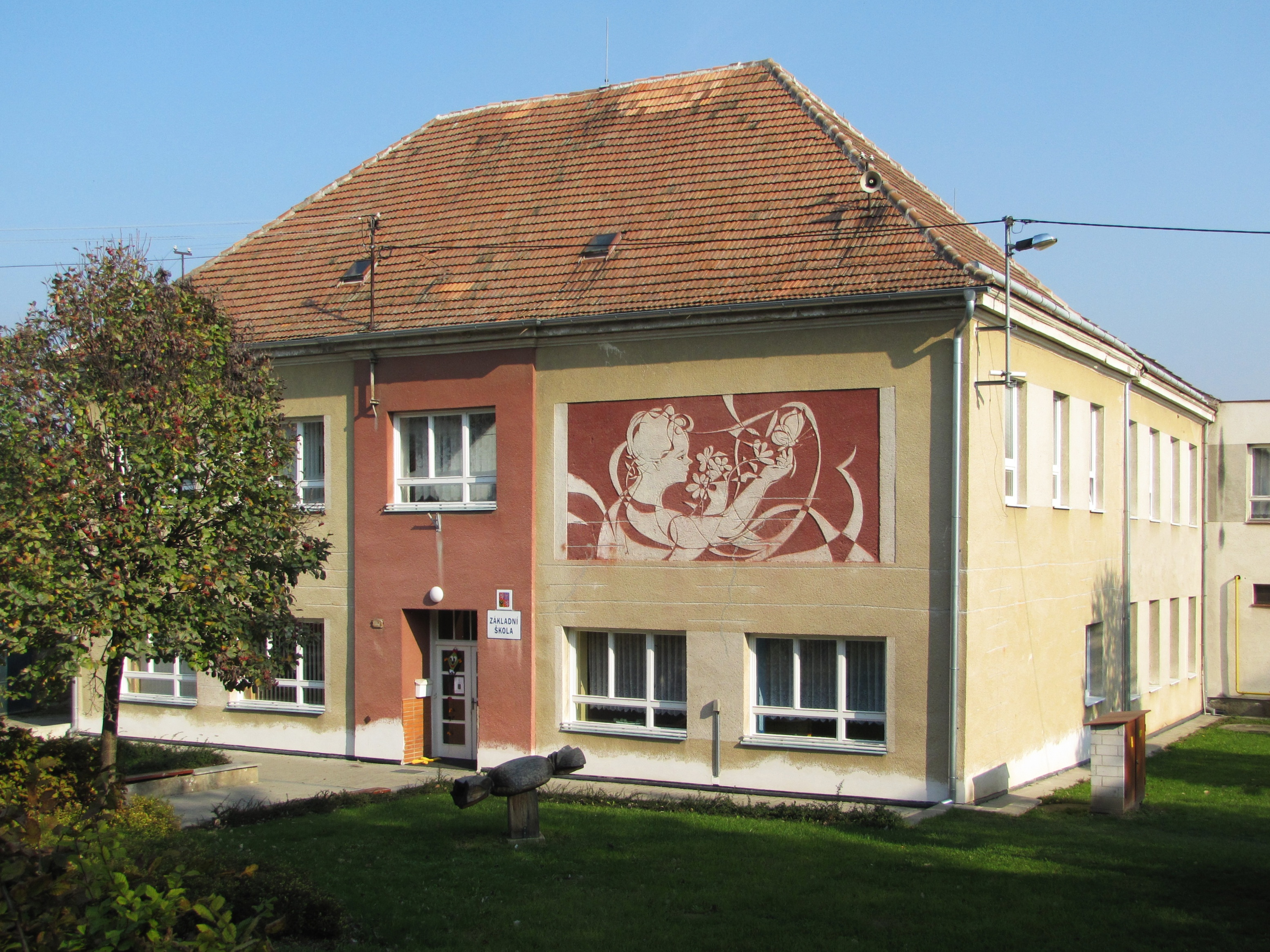
Základní škola
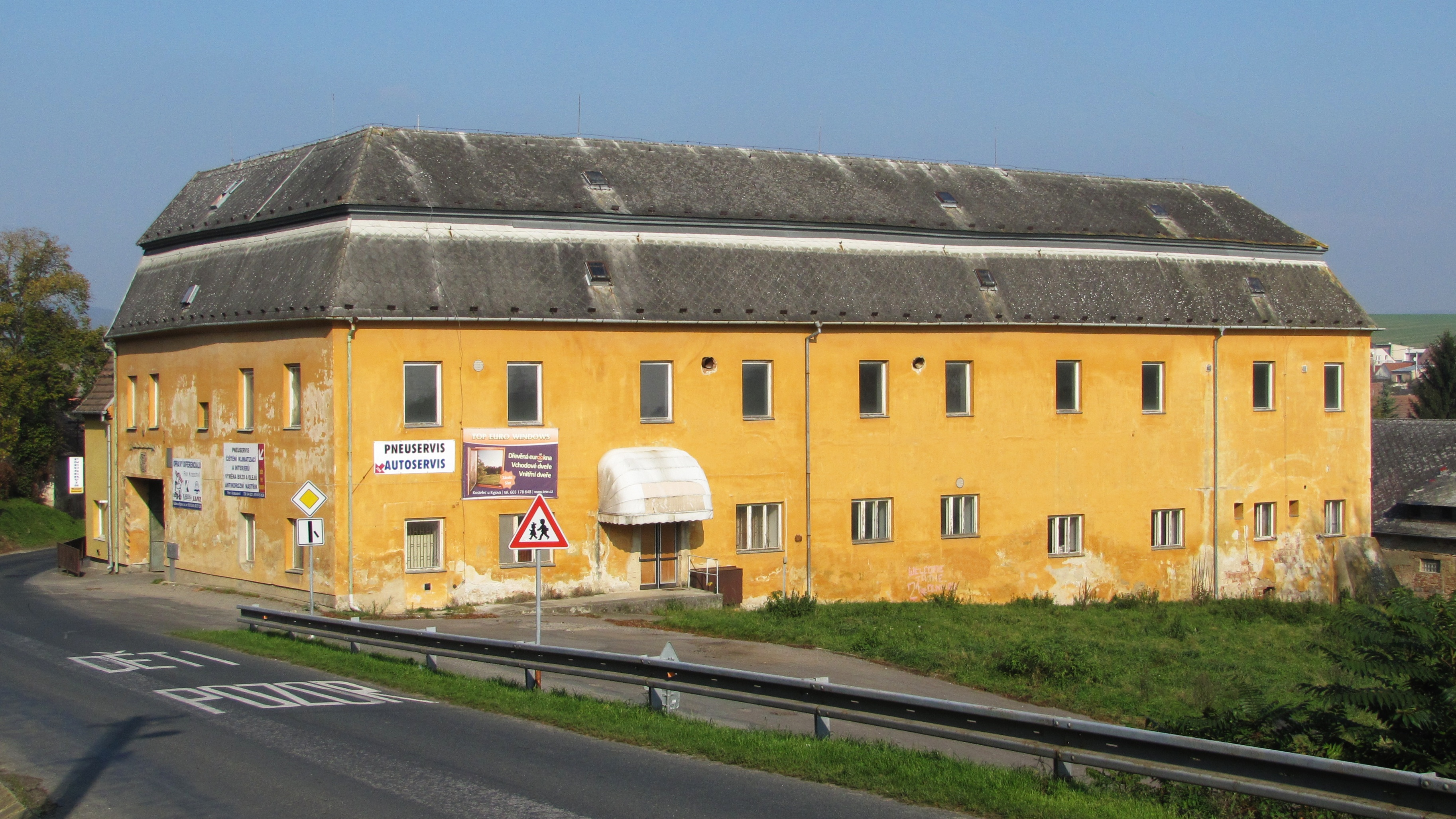
Bývalý zámek
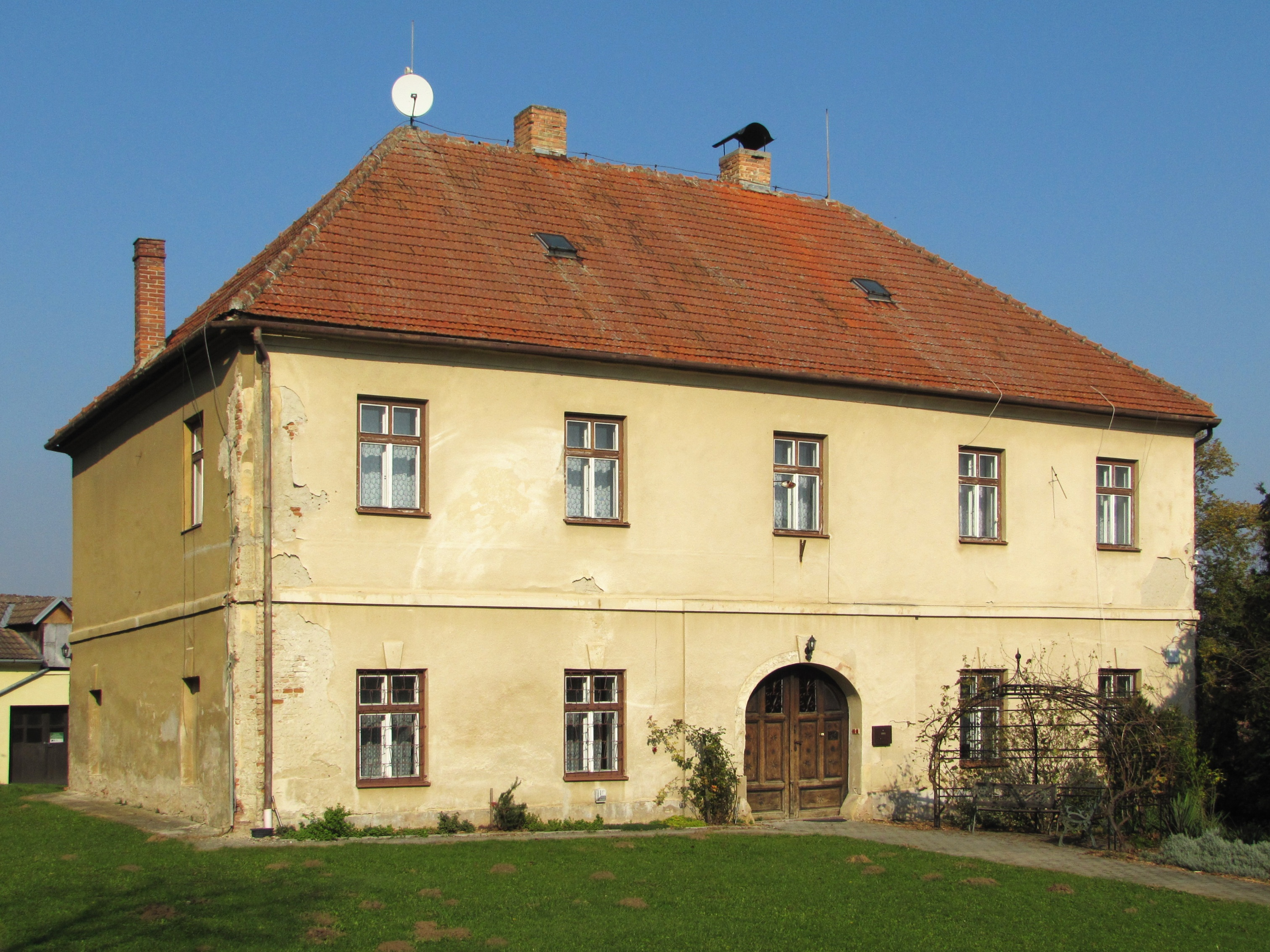
Farní úřad
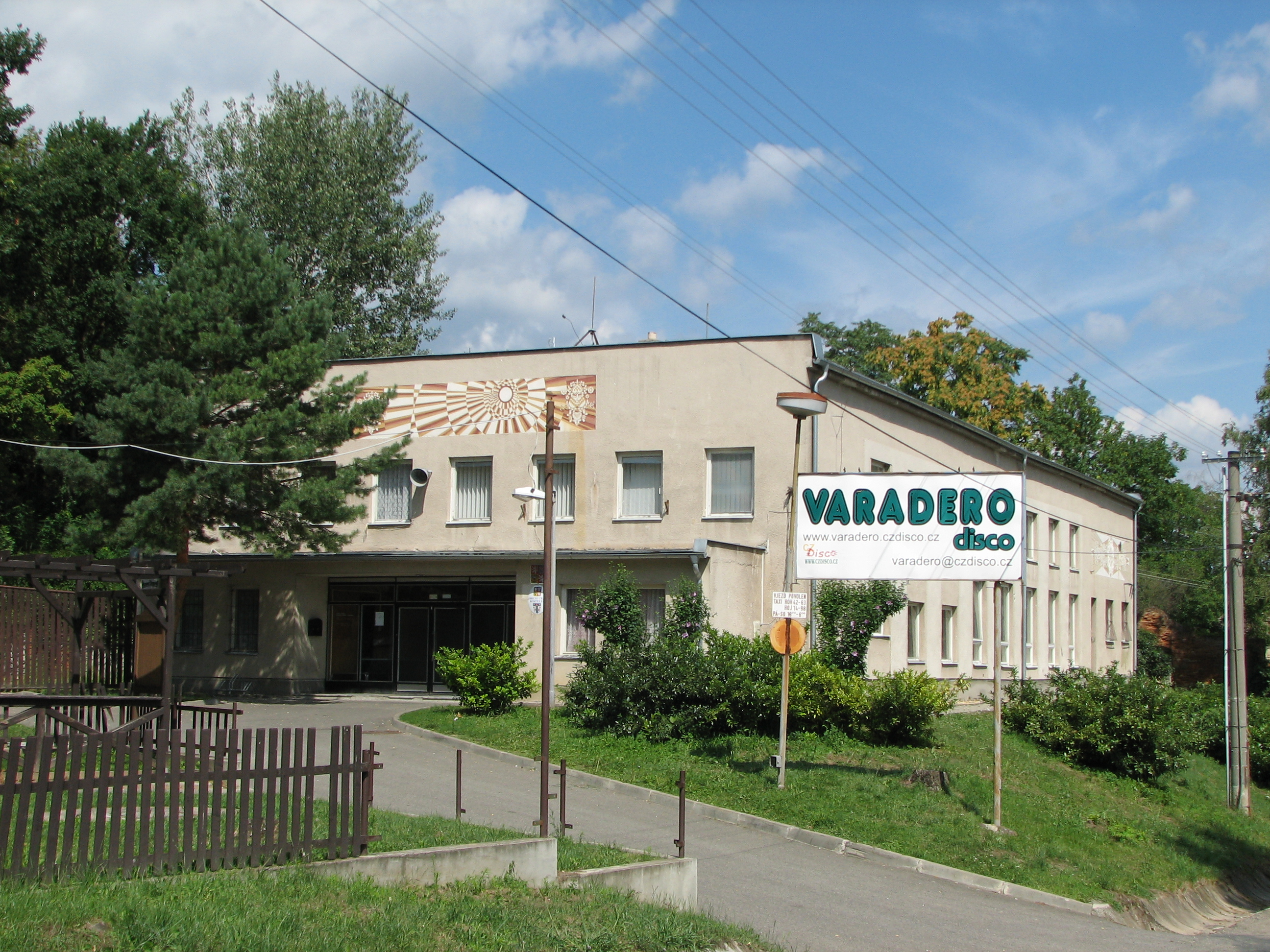
Obecní úřad
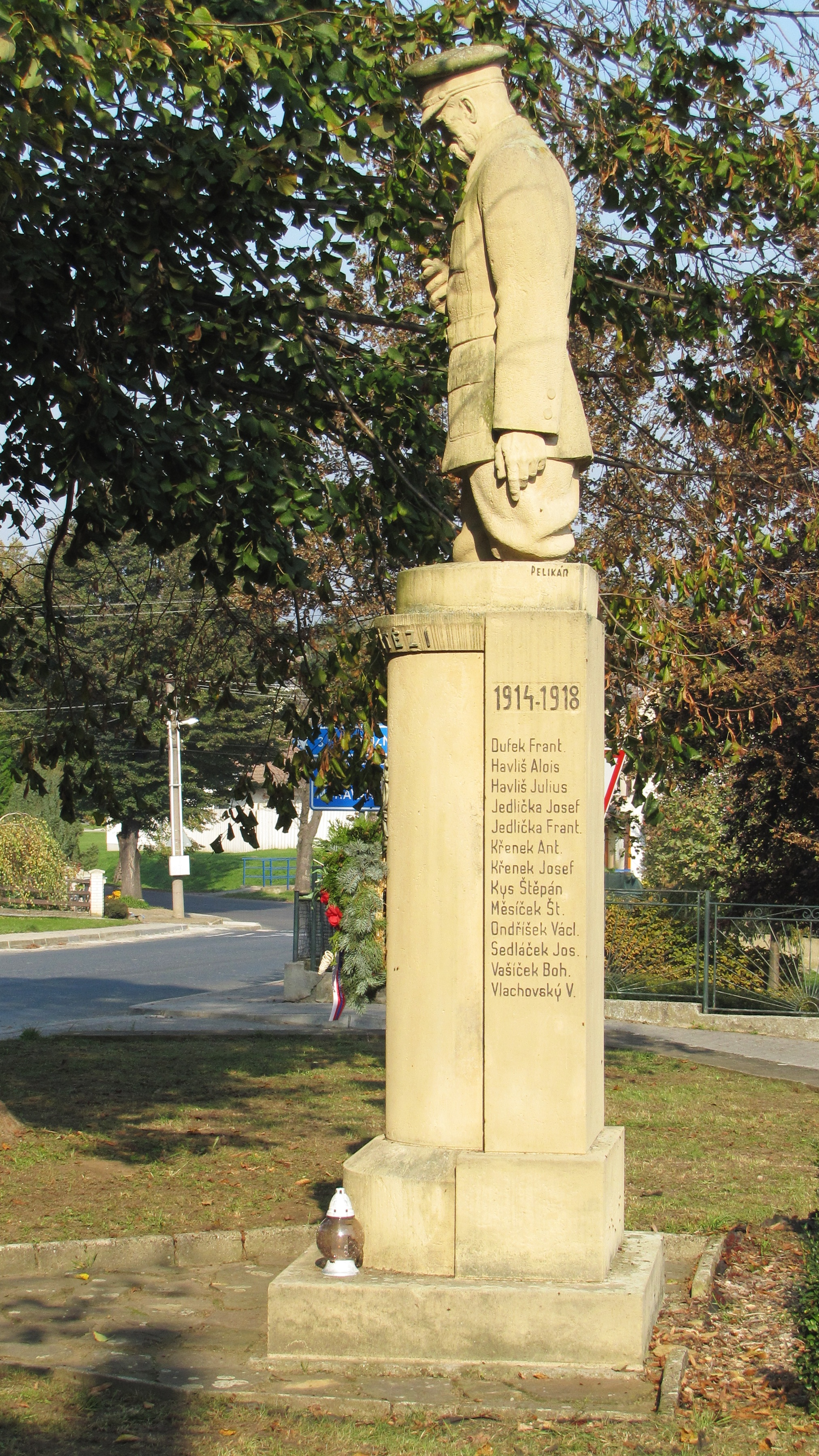
Pomník padlým